# Ang Mey
Ang Mey (en camboyano: ក្សត្រីអង្គម៉ី; 1815-diciembre de 1874) fue la monarca número 97 de Camboya durante el período histórico denominado edad oscura. Su título oficial era Su Majestad Samdech Preah Maha Rajini Ang Mey. Fue una de las pocas mujeres gobernantes en la historia camboyana. Instalada en el trono camboyano por los vietnamitas, su reinado estuvo dominado por la guerra siamesa-vietnamita de 1841–1845.
La reina Ang Mey o Ksat Trey, también conocida por su título vietnamita Ngọc-Vân-công-chúa (Princesa Ngọc Vân), fue proclamada monarca a la muerte de su padre por la facción vietnamita en la corte con el título de "Chân Lạp quận chúa" (Duquesa de Camboya) en enero de 1835, luego fue depuesta en agosto de 1840 con el título degradado de "Mỹ-Lâm-quận-chúa" (Duquesa de Mỹ Lâm). Fue reincorporada en 1844, y los vietnamitas la sacaron nuevamente del trono y la llevaron a Huế con sus hermanas en 1845.

## Biografía

### Primeros años
Nació en 1815, siendo la segunda hija de Ang Chan II, rey de Camboya, y de su segunda esposa, Anak Munang Krachap.
Después de que el rey falleciera en 1834, no había ningún heredero aparente del trono camboyano. El rey no tenía más que cuatro hijas: la princesa Baen, Mey, Peou y Sngon. Esto fue bien visto por Vietnam y Siam, que buscaban eliminar a los gobernantes reales en Camboya. Aunque los hermanos sobrevivientes de Ang Chan, Ang Im y Ang Duang, reclamaron de inmediato el trono, los vietnamitas que entonces ocupaban Camboya no permitieron que fueran coronados.
En cambio, el emperador vietnamita y los cortesanos camboyanos eligieron instalar a la hija mayor de Ang Chan II, la princesa Ang Baen, como soberana. Sin embargo, fue rechazada debido a que simpatizaba con los intereses de la corte tailandesa y su negativa a casarse con el hijo del emperador. Ang Mey era una alternativa a su hermana Baen. Un manuscrito tailandés declaró que los vietnamitas habían tratado de persuadir a Ang Mey de que se casara con el hijo del emperador Gia Long para facilitar la incorporación de Camboya en Vietnam, sin embargo, este plan fue abandonado por fuertes objeciones de los nobles camboyanos.

### Reinado
En mayo de 1835, se coronó con el título de quan-chua (郡主), o "Princesa Comentarista", un título de princesa que era inferior al gong-chua (公主), otorgado por la corte de Huế. Sus tres hermanas recibieron el título de huyen quan (縣君), o "damas de la subprefectura". Los vietnamitas mantenían una estrecha vigilancia sobre las princesas. La Ang Mey tenía dos compañías de soldados, 100 hombres en total, para su protección personal. A las otras tres princesas se les asignaron treinta soldados. Aparentemente por su seguridad, los guardias fueron en realidad asignados para garantizar que no escaparan.
Durante el reinado de Ang Mey, a todas las mujeres camboyanas se les ordenó usar vestimenta de estilo vietnamita en lugar del sampot (similar al sarong), y tuvieron que crecer su cabello al estilo vietnamita. El mercado sólo vendía comida vietnamita. La danza clásica jemer había asimilado elementos de la tradición vietnamita y china. Los funcionarios camboyanos tenían que ponerse un atuendo ceremonial vietnamita. Los wats fueron destruidos para erradicar la identidad jemer. Los lugares también recibieron nombres vietnamitas. El área alrededor de Phnom Penh fue rebautizada de Annam a Tran Tay, o "Comandancia Occidental". El pueblo camboyano, que no estaba acostumbrado a ser gobernado por una reina y desesperado por la "vietnamización" de su país, pidió al Siam que instalara un gobernante masculino, Ang Duong, hermano de Ang Chan II.
En 1840, se descubrió que la hermana mayor de Ang Mey, la princesa Baen, planeaba escapar de su madre y su tío. La princesa fue encarcelada en espera de su juicio en Phnom Penh. El emperador vietnamita, Minh Mạng, degradó a Mey y las otras princesas. En agosto de 1841, todos fueron arrestados y deportados a Vietnam junto con la realeza real. Alrededor de ese tiempo, algunos de los familiares de Ang Mey fueron encarcelados en las islas de Côn Đảo. Según fuentes tailandesas y camboyanas, Ang Baen se ahogó en el río Mekong, aunque el historiador Khin Sok afirma que Baen fue torturada hasta la muerte por un general vietnamita y su cuerpo arrojado al río.
Alentados por la muerte de la princesa Ang Baen y la ausencia de la reina, muchos cortesanos camboyanos y sus seguidores se sublevaron contra el gobierno vietnamita. Aprovechando la oportunidad, Siam invadió Camboya en un intento de instalar a Ang Duong en el trono como su propio títere, lo que desencadenó la guerra siamesa-vietnamita (que duró hasta 1845). En un intento por desactivar la rebelión, los funcionarios vietnamitas en Phnom Penh pidieron el regreso de Mey a Camboya, pero el emperador Minh Mạng se negó. Solo cuando la contraofensiva vietnamita ganó impulso y la victoria parecía asegurada, Mey regresó a Phnom Penh. Su proclamación en marzo de 1844 fue dirigida hacia los funcionarios y líderes provinciales, mientras que Ang Duong intentó reclamar el trono. Ang Mey fue reincorporada como reina y sus hermanas, Poeu y Sngon, como gobernantes de la subprefectura, en 1844.
Mientras las facciones en guerra luchaban hasta un punto muerto en 1845, los tailandeses y los vietnamitas iniciaron conversaciones para resolver la sucesión camboyana. En octubre de 1846, los vietnamitas liberaron a la hija y otros familiares de Ang Duong para que se unieran a él en Udong. Vietnam y Siam forjaron un compromiso mediante el cual tanto Ang Duong como Ang Mey gobernarían juntos como co-soberanos. Sin embargo, cuando la coronación simultánea se llevó a cabo en Bangkok y Phnom Penh en 1848, los registros solo muestran el acceso de Ang Duong al trono. Ang Mey fue registrada como su predecesora en lugar de co-soberana.

### Años posteriores
Después de que concluyó su reinado, vivió con deshonra por más de veinte años. Ella no sucedió al trono después de la muerte de Ang Duong. Su hijo y heredero, Norodom, la dejó al cuidado de un antiguo retenedor cuando él y su corte se mudaron a Phnom Penh. En Udong, llegó a protagonizar incidentes con mercaderes. Más tarde se casó con un hombre desconocido y tuvo dos hijas.